# 戴夫·肖
戴夫·肖（英語：David John Shaw，1954年7月20日—2005年1月8日）是一位澳洲的潛水愛好者，同時也是技術潛水員和國泰航空的飛行員。他曾先後駕駛過洛歇L-1011、波音747-400、空中客车A330、A340-300和A340-600等型號的飛機。他從1989年開始在國泰航空工作，一直到2005年去世。在加入國泰航空之前，他曾在巴布亞新幾內亞和坦桑尼亞為傳教飛行團（Mission Aviation Fellowship）飛行，並且在南澳大利亚州和新南威爾士州從事农业航空的飛行工作。

## 潛水裝備
肖一開始使用的是Inspiration品牌的閉路再呼吸器，他憑借這款裝置勇闖了比裝置官方推薦的水深還要深的地方。這促使他不僅購入了一台Mk15.5再呼吸器，還將其中的模擬電子元件全部替換成了Juergensen Marine Hammerhead的數位元件，從而打造出了一款能夠承受極端水壓的特製POD。當潛水深度超過150（500英尺）時，Mk15.5成為了他的首選裝備。而在150公尺以下進行長時間的洞穴潛水時，肖更傾向於使用他的Cis-Lunar再呼吸器，他認為這款裝置在冗餘系統方面更為優秀，即便它無法應對極端的深度挑戰。

## 潛水紀錄
2004年10月28日，肖在南非的布什曼洞成功潛達270公尺的深度，打破了多項記錄：
- 使用再呼吸器進行潛水的最大深度
- 在洞穴內使用再呼吸器潛水的最大深度
- 在高海拔區域使用再呼吸器潛水的最大深度
- 鋪設導繩進行潛水的最大深度

他使用的裝備是一台裝有Juergensen Marine Hammerhead電子設備的Mk15.5再呼吸器，氣體混合物包括了三混氧 4/80、10/70、15/55、17/40、26/25、普通空氣、50%的高氧气体和100%純氧。這個洞穴位於海拔1,550（5,090英尺）的高度，整個潛水歷時9小時40分鐘。
在這次探險中，肖意外地發現了南非潛水員迪翁·德雷爾的遺體，他在布什曼洞中失踪已經有十年之久。遺體最終在水下270（890英尺）的位置被找到。

### 最後一次潛水
2005年1月8日，肖在嘗試打撈迪翁·德雷爾遺體時不幸罹難。
肖用水下攝影機記錄下了他的潛水過程，研究人員通過分析這些影像資料判斷出他因為高壓環境而出現呼吸困難。當德雷爾的遺體意外地開始浮起時，肖陷入了困境。事先有多位專家告訴他，遺體會因為只剩下骨骼而保持負浮力。然而，德雷爾的屍體在他的幹衣內已經變成了一種名為屍蠟的肥皂狀物質，而這種物質是會浮在水上的。當時肖正忙著雙手作業，將潛水燈放在了洞穴底部。洞穴潛水員所用的強光潛水燈通常是通過電線連接到沉重的電池罐上，這些電池罐通常掛在潛水員的腰部，或有時固定在他們的氧氣瓶上。他通常會將電線纏在脖子後面，但當時他沒有這麼做，屍袋的繩索似乎纏上了燈頭，而他為了掙脫而付出的努力最終導致了他的死亡。三天後，當潛水隊回收裝備時，這兩具纏在一起的遺體被帶到了水面附近。
肖的密友兼支援潛水員唐·雪利也險些喪命，並留下了永久性的傷害，影響了他的平衡能力。
肖死時正在進行他職業生涯的第333次潛水。在他創下世界紀錄時，他潛水總經歷才剛剛超過五年。
他的逝世已經成為多部紀錄片的主題，包括2020年上映的《戴夫永不歸來》。

## 個人生活
肖信奉基督教。他和他的妻子安居住在香港，是當地一個小型基督教團體的成員。他們有兩個孩子，兒子史蒂芬·肖和女兒莉莎·肖·莫耶斯。